# U-turn
U-turn（ユーターン）は、太田プロダクションに所属していたお笑いコンビである。

## メンバー
土田 晃之（つちだ てるゆき、1972年9月1日〈52歳〉 - ）
ボケ、ネタ作り担当。立ち位置は向かって左。
埼玉県大宮市（現さいたま市）出身。
身長183cm、体重75kg、血液型AB型。
埼玉工業大学深谷高等学校（現：正智深谷高等学校）卒業。
趣味：サッカー観戦
コンビ解散後も引き続き太田プロダクションに所属。
対馬 盛浩（つしま もりひろ、1972年12月27日〈52歳〉 - ）
ツッコミ担当。立ち位置は向かって右。
東京都港区出身。
身長168cm、体重50kg、血液型B型。
二松學舍大学附属高等学校卒業。
趣味：野球、水泳
2001年に引退。その後の消息は不明だったが現在はサラリーマンをやっていると土田がコメントしている。

## 概要
- 専門学校東京アナウンス学院芸能バラエティ科（2年制）のクラスメートとして知り合い、1991年4月コンビ結成[1]、翌年2月にデビュー[2][3]。コンビ名の由来は土田がかつて尊敬していた先輩お笑いコンビ「Z-BEAM」にあやかって、アルファベットとハイフンを取り入れたコンビ名が良いという案を採用した為特に強い思い入れはないが、「U」のスペルが大文字で、「turn」が小文字なのは、前述のZ-BEAMと差別化を図る為だと解散後、土田がYouTube番組「ひろゆきの質問ゼメナール!」に出演した際に明かしてる。[4]尚「土田が敬愛してる松田優作のアルバム『Uターン』から拝借してる説」と、「英和辞典をたまたま開いたページの単語だった説」は後付けである[5]。コントを中心とした活動で学生時代から賞レースで勝ち抜く。土田曰く、当時は天狗になっていて「ダウンタウンを2年で抜ける」と豪語していた[6]。
- 卒業後、太田プロに所属して『タモリのボキャブラ天国』等に出演する。なお普段のネタは土田が書いていたが、『ボキャブラ』のネタは対馬が多く書いていた。これは土田にダジャレのセンスが全くなかったためで、土田本人も「『モノレールにも乗れる』というフレーズしか浮かばなかった」と当時を回想している。1999年に1度だけ「爆笑オンエアバトル」に出演したが、342KBで7位オフエアだった[7]。
- 対馬が土田に内緒で就職活動を行い、対馬の就職先が決まると芸能界から足を洗う形で2001年12月末に解散し、同月25日に太田プロ公式サイトにて土田が正式に解散を発表した。土田の尖り振りに対馬は恐怖を覚えてしまい、会話どころか接触すら出来ない状況まで悪化していた[8]。
- 『雨上がり決死隊のトーク番組アメトーーク!』2006年10月26日放送分の企画「元コンビ芸人」では対馬本人が公開を希望していない、すなわち顔出しNGであることを土田が語っており、現在はU-turn時代の映像が放送される時は土田のみが公開され、やむなく対馬が映り込む場合は顔にぼかしがかけられる。また、前述の「元コンビ芸人」の回では他のゲストの芸人の元相方がテレビに出演ないしスタジオに来た中で、対馬に関しては映像での出演や紹介すらなかった[9]。さらに、この回では対馬はサラリーマンをやっていると土田が語っていた。ただし、媒体によっては顔を公開しているものもある[10]。
- 土田が司会を務めていた『欅って、書けない?』2017年9月3日放送分では土田の45歳の誕生日を祝って、欅坂46のメンバーである織田奈那と小池美波が過去にU-turnが行っていたコント「大宮のコギャル」[11]を土田の目の前で再現した[12]。それを見た土田は「完コピでした!」と絶賛し、2人を讃えていた[13]。

## 芸風
主にコント。ネタ作りは土田が行っており、土田演じる奇妙なキャラに対馬がソフトにツッコむシュールな世界観のネタが多い。またコントによってはツッコミもなく両者共々Wボケ状態のネタも幾つかある。

## 出演

### テレビレギュラー番組
- お笑い向上委員会 笑わせろ!（テレビ朝日）
- ボキャブラ天国シリーズ(キャッチコピーは回転禁止の青春)（フジテレビ）
- ものまね紅白歌合戦（フジテレビ系列、1998年10月8日 - 2001年12月25日）／デンジャラスとの競演。
- 社会の窓→社会の窓2（フジテレビ）
- アクセスJ 現代社会をみる（NHK教育テレビ）
- アイドル2000.com（東海テレビ、2000年4月 - 2000年9月）

### 単発・ゲスト出演
- 笑売繁盛!（日本テレビ、テレビ初出演）
- 赤坂お笑いオールスターライブ（TBS）
- 爆笑BOOING（関西テレビ、勝ち抜けず）
- GAHAHA王国（テレビ朝日）
- 新品部隊（フジテレビ）
- BSヤングナイト・真夜中の王国（NHK、渋谷発!お笑い宇宙計画第1部）
- 学校では教えてくれないこと!!（フジテレビ）
- 年の初めの地獄絵図!芸能界ガマン王決定戦最も危険な耐久レース（TBS、1995年1月3日）
- ビートたけしのお笑いウルトラクイズ（日本テレビ、第17回）
- 森田一義アワー 笑っていいとも!（フジテレビ）
- 芸能界大ボケだらけの天才クイズ王決定戦（フジテレビ、エキシビジョン若手戦）
- 朝まで生スポ8H来て見てさわってフジテレビ（フジテレビ、1997年1月2日）
- ウモクビ（フジテレビ）
- AHERA（テレビ朝日）
- オールスター感謝祭（TBS）
  - 1995年9月30日 土田、対馬共にカット
  - 1996年10月5日 土田カット（中間143位、予選落ち1回）、対馬98位(中間141位、予選落ち1回）
- 激突 なりきりスター天下とったる歌合戦!（フジテレビ、1997年5月27日）
- ブレイクもの!（フジテレビ、1998年）
- 爆笑オンエアバトル（NHK） - 戦績0勝1敗 最高342KB。
- いろもん（日本テレビ、1999年）
- ダウンタウンDX（よみうりテレビ）
- 明石家マンション物語（フジテレビ、1999年10月13日 - 2001年9月26日）
- 笑う子犬の生活（フジテレビ）
- 未来ナース（TBS）
- ビッグ・ウェンズデイ（TBS）
- めちゃ²イケてるッ!（フジテレビ、1999年）
- 新春かくし芸大会（フジテレビ、1997年 - 2001年）
- 恋愛倶楽部・ピュアピュア（テレビ朝日）

### ドラマ出演
- Vの炎（フジテレビ、1995年10月9日 - 11月2日）
  - 共にお好み焼き屋の店員役
- クリスマスキス〜イブに逢いましょう（テレビ東京、1995年10月14日 - 12月23日）
  - 土田はラジオディレクター役、対馬は婚約者役

### ラジオレギュラー番組
- U-turnのオールナイトニッポン（ニッポン放送）
- U-turnの@llnightnippon.com ネタmail職人（ニッポン放送）
- U-turnの@llnightnippon.com（ニッポン放送）
- U-turnのチョイト笑ってよ（文化放送）

## 書籍

### 著書
- U-turnのマジ怖ッ!（2000年、ザテレビジョン文庫）ISBN 9784049300147